# Коронавірусна хвороба 2019 у Грузії
Спалах коронавірусної хвороби 2019 у Грузії — це поширення пандемії коронавірусної хвороби 2019 на територію Грузії. Перший випадок у країні зареєстровано 26 лютого 2020 року в Тбілісі, хворим виявився громадянин Грузії, який прибув з Ірану.

## Хронологія

### 2020
На початку 2020 року скасовано всі рейси з Китаю та Уханя до міжнародного аеропорту Тбілісі до 27 січня. Міністерство охорони здоров'я оголосило, що всі пасажири, які прибувають з Китаю, проходитимуть перевірку. Також Грузія тимчасово закрила всі рейси до Ірану.
26 лютого зареєстрований перший випадок інфікування в країні. Ним виявився громадянин Грузії, який прибув з Ірану.
28 лютого в країні зареєстровано другий випадок.. Ним виявилась 31-річна жінка громадянка Грузії, яка прилетіла до Кутаїського аеропорту з Італії. Повідомлено, що ще 29 осіб перебувають в ізоляції в лікарні Тбілісі, причому керівник Центру контролю за захворюваннями Грузії Аміран Гамкрелідзе заявив, що існує «висока ймовірність», що деякі з них інфікувалися коронавірусом.
З 1 березня в Грузії тимчасово скасували проведення масових заходів.
4 березня коронавірус виявлений ще в одного громадянина Грузії.
5 березня зафіксовано 5 нових випадків інфікування коронавірусом у країні.
7 березня кількість зареєстрованих випадків коронавірусної інфекції зросла до 13.
9 березня підтверджено 15-й випадок інфікування коронавірусом, а 10 березня — ще 8 випадків.
10 березня в муніципалітеті Ґардабані відмовились від святкування Новруз Байрама з багатолюдними заходами.
11 березня коронавірус виявили у 12-річної дитини, цього ж дня інфікування коронавірусом виявлено в заступника міністра охорони навколишнього середовища і сільського господарства Грузії Юрія Нозадзе.
12 березня виявлено 25-й випадок інфікування коронавірусом, того ж дня в Італії виздоровіла громадянка Грузії, хвора коронавірусною хворобою. 12 березня з телевізійним зверненням виступила президент Грузії Саломе Зурабішвілі, яка закликала громадян країни до спокою та єдності.
14 березня підтверджено 5 нових випадків інфікування коронавірусом, того ж дня перший хворий коронавірусною хворобою в Грузії, виздоровів.
15 березня зафіксований перший випадок інфікування коронавірусом у Батумі. Того ж дня в Грузії виздоровів другий хворий, інфікований коронавірусом. Станом на 15 березня підтверджено 33 випадки хвороби, 637 особи перебували на карантині, та 54 перебували на стаціонарному лікуванні.
16 березня речник уряду Грузії Іраклі Чіковані повідомив про спеціальні заходи та рекомендації. Уряд Грузії заборонив в'їзд до країни будь-яким іноземцям на найближчі два тижні. Координаційна рада рекомендувала всім літнім громадянам Грузії уникати масових скупчень та ізолюватися. Уряд також рекомендував кафе, ресторанам і барам пропонувати клієнтам послуги на винос. Станом на 16 березня в Грузії підтверджено 33 випадки хвороби, 637 осіб залишаються на карантині, 54 особи перебувають під безпосереднім медичним наглядом у лікарнях. Уряд розіслав на всі телефони Грузії спеціальне SMS-повідомлення, в якому інформував населення про заходи та рекомендації під час епідемії.
18 березня підтверджено 8 нових випадків інфікування коронавірусом.
20 березня в Грузії зафіксовано 4 нових випадки інфікування коронавірусом.
21 березня було введено режим надзвичайної ситуації. Того ж дня повідомили про 5 нових випадків інфікування та про один випадок виздоровлення.
22 березня виписали з лікарні 6 хворих на коронавірус, того ж дня в Марнеулі зафіксований ще один випадок інфікування коронавірусом. Того ж дня виявлено ще 5 інфікованих коронавірусом, серед яких один неповнолітній.
23 квітня в Батумі госпіталізовані 6 осіб, яких госпіталізували в міську інфекційну лікарні, 5 з них перевезені із зони карантину, а ще 1 — іноземний пілот.
Станом на 19 квітня в країні зареєстровано 394 випадки захворювання, 4 хворих померло, 86 осіб видужали.
21 квітня влада продовжила карантин в Грузії до 22 травня.
7 травня прем'єр-міністр Георгій Гахарія повідомив, що 1 липня Грузія відкриє свої кордони для іноземних громадян. Пізніше цей крок було відкладено до серпня.
З 22 травня Грузія скасовує режим надзвичайної ситуації, при цьому зберігаючи деякі обмеження.
17 липня Грузія відкрила кордони, дозволивши в'їзд віддаленим працівникам за умови дотримання двотижневого карантину та наявності страхування. Термін в'їзду обмерено 6 місяцями.
22 липня Грузія продовжила заборону міжнародного авіасполучення щонайменше до 31 серпня.
Через спалахи вірусу в низці міст країни було перенесено початок занять у школах на 1 жовтня. Це стосується міст білісі, Кутаїсі, Руставі, Горі, Зугдіді та Поті.
З 15 вересня в Грузії було скорочено термін карантину після приїзду до країни, а також додано вимогу щодо наявності документа про відсутність вірусу в організмі протягом 72 годин до візиту.
15 жовтня у Тбілісі та Імеретії з центролм в Кутаїсі було запроваджено карантин, в рамках якого було закрито ресторани та розважальні заклади.
7 листопада у великих містах Грузії було введено комендантську годину з 22:00 до 5:00. Це стосується міст Тбілісі, Батумі, Горі, Зугдіді, Кутаїсі, Поті та Руставі.
30 листопада щодня в країні фіксували 3-4 тисячі випадків, Грузія увійшла до піку другої фази пандемії.
На новорічні свята 2020 року в країні було скасовано комендантську годину.

### 2021
4 січня в країні зафіксований перший випадок зараження новим штамом коронавірусу з Британії. 22 січня дію комендантської години у Грузії було продовжено до 1 березня. 24 січня в Тбілісі пройшов протест проти карантину.
Наприкінці січня влада країни повідомила, що двомісячний локдаун було заплановано замінити на карантин вихідного дня.
1 червня Грузія відкрила сухопутні кордони для туристів. З 17 червня для в'їзду до Грузії відмінили вимогу для дітей до 10 років надавати негативний тест. 30 червня в Грузії вперше з листопада 2020 року було скасовано комендантську годину.>
8 липня: Румунія оголосила, що почне безкоштовно постачати 100620 доз вакцини проти COVID-19 до кількох країн, щоб допомогти подолати пандемію. Пожертва для Грузії складається з 10 тисяч доз.
24 липня країна безоплатно отримала від США 500 тис. доз вакцини Pfizer.
З 9 серпня в країні було повернуто обов'язковий масковий режим.
13 вересня відновив роботу громадський транспорт у п'яти великих містах: Тбілісі, Батумі, Руставі, Кутаїсі і Зугдіді.
24 грудня в країні було скорочено інтервал між бустерними щепленнями до трьох місяців.

### 2022
З 1 січня в Грузії було ухвалено платити за щеплення громадянам, старшим за 50 років.

## Урядові заходи
2 березня розпочались дострокові канікули в школах і дитячих садках для попередження поширення епідемії серед дітей.
6 березня Грузія призупинила авіасполучення з Італією.
13 березня Азербайджан і Грузія на 10 днів закрили спільний кордон для усіх видів транспорту після телефонної розмови між прем'єр-міністрами Алі Асадовим і Георгієм Гахарія. Окрім цього введені тимчасові обмеження залізничного сполучення для громадян Азербайджану в напрямку Баку-Тбілісі та для іноземних громадян у напрямку Тбілісі-Баку.
16 березня тимчасово призупинено рух громадян через кордон Грузії з Росією, а 16 березня уряд Грузії заборонив на два тижні в'їзд до країни для всіх іноземних громадян. Це розпорядження вступило в силу в 00:00 годин 18 березня. Також з 18 березня введена заборона на рух маршрутних мікроавтобусів..
19 березня ухвалено рішення про закриття торговельних об'єктів.. 21 березня для попередження можливого поширення коронавірусу Збройні сили Грузії перейшли на казарменне положення.
21 березня в Грузії у зв'язку з загрозою поширення в країні коронавірусу оголошено надзвичайний стан до 21 квітня.
23 березня уряд Грузії ухвалив рішення про заборону масових зібрань за участю більш ніж 10 осіб. Окрім того згідно постанови уряду відновлення учбового процесу у всіх учбових закладах також відкладено до закінчення дії надзвичайного стану 21 квітня. Того ж дня в Марнеулі та Болнісі оголошено карантин, в'їзд і виїзд з муніципалітетів заборонено.

### Евакуація громадян
5 березня громадян Грузії, які знаходились на ірано-азербайджанському кордоні, доставили на батьківщину.
10 березня до Грузії з Італії двома літаками спецрейсом прилетіли 156 громадян Грузії.
23 березня з Берліну спеціальним авіарейсом доправили громадян Грузії, які знаходились у Німеччині.